# Henrik Moisander
Henrik Moisander (Turku, 29 de setembro de 1985) é um futebolista finlandês.
Ele é irmão do futebolista Niklas Moisander.